# Passiena torbjoerni
Passiena torbjoerni är en spindelart som beskrevs av Pekka T. Lehtinen 2005. Passiena torbjoerni ingår i släktet Passiena och familjen vargspindlar.
Artens utbredningsområde är Thailand. Inga underarter finns listade i Catalogue of Life.